# Demokratizační vlny
Demokratizační vlny je koncept vytvořený Samuelem Huntingtonem na začátku devadesátých let 20. století. Cílem této teorie je podat vysvětlení, proč se některé země staly demokraciemi, když předtím zažívaly režimy, které demokratické nebyly. Demokratizační procesy rozděluje do tří demokratizačních vln a následných protivln: první probíhala mezi lety 1828 až 1926, první protivlna mezi lety 1922 až 1942; druhá vlna se odehrála mezi lety 1943 až 1962, druhá protivlna mezi lety 1958 až 1975 a třetí demokratizační vlna nastala po roce 1974. Začátek demokratizačního procesu spatřuje Huntington v různých příčinách jako jsou hospodářský rozvoj, dekolonizace, zahraniční vlivy, náboženství nebo legitimita.

## Koncept
Vlna jsou všechny přechody z nedemokratického systému na systém demokratický během dané časové periody; přičemž platí, že přechody k demokracii převyšují ústupy k nedemokratickým režimům. Během této vlny také dochází k přerodu některých autoritářských států na státy demokratického i nedemokratického typu. Pro účely své publikace Třetí vlna rozlišuje Huntington tři základní demokratizační vlny. Huntington může pracovat s takovým pojmem, protože podle něj „v některých okamžicích dějin dochází v různých zemích s různými politickými systémy více či méně současně k podobným událostem“. Jako příklad používá revoluce v roce 1848, kdy se mnoho evropských států ocitlo uprostřed revoluční vřavy, i přes to, že jejich politické systémy, podle Huntingtona, nebyly sobě příliš blízké. Stejně tak posuzuje rok 1968. Rozlišuje několik možností ovlivnění: jediná příčina (vznik nových demokracií zapříčinila jedna společná a významná příčina jako např. válka), souběžný vývoj (příčina se objevila v několika státech současně, Huntington uvádí, že mohlo dojít např. k dosažení jisté míry hospodářského vývoje, který zapříčinil ustavení demokracie), lavinový efekt (událost, která se odehraje v jednom státě se stane katalyzátorem pro podobné situace ve státech jiných), oblíbený všelék (události v jednotlivých státech mají rozdílné příčiny, ale je rozhodnuto postupovat ve všech případech zcela stejně ve víře zdárného výsledku).
Pro Huntingtona má demokratizační proces tato stadia: 1) konec autoritářského režimu; 2) ustavení demokratického režimu; 3) konsolidaci demokratického režimu.
Huntington pro svou práci používá shumpeterovské a dahlovské definice demokracie. Demokratický systém je tedy takový, že „jeho nejmocnější kolektivní orgány nadané rozhodovací mocí [jsou] vybírány v regulérních, poctivých a pravidelně konaných volbách," s kandidáty, kteří svobodně získávají hlasy voličů. Skupina voličů, kteří se voleb mohou účastnit, musí zahrnovat většinu dospělé populace. Demokracie podle Huntingtona má tři rozměry: soutěživost, účast a existence občanských a politických svobod. Ve své studii používá dichotomní teorie demokracie.

## První vlna
Podle Samuela Huntingtona probíhá první vlna demokratizace mezi léty 1828–1926. Tato vlna má kořeny v americké válce o nezávislost s Velkou Británií a také ve Velké francouzské (nebo také buržoazní) revoluci. Je spojena s rozšířením volebního práva na alespoň polovinu všech dospělých mužů (ve Spojených státech bílých mužů až do roku 1864 a zrovnoprávnění Afroameričanů) a zároveň vznikem demokratických institucí navzájem zodpovědných vůči sobě (například vlád vůči parlamentu) ale i například pravidelných voleb. V průběhu této vlny nejde jen o větší demokratizaci již tradičních politických systémů (například Spojené království ale například i Rakousko-Uhersko) či Francie (1830) ale i o tvorbu zcela nových demokracií – jako například Belgie nebo Itálie.
Tato vlna demokratizace začíná upadat krátce po první světové válce, zejména během období velké hospodářské krize. Dalším následkem úpadku této vlny je vzestup komunismu, nacionalismu a fašismu (za příklad se dá uvést například státní převrat z 28. 5. 1926 v Portugalsku a vznik vlády fašistické strany Estado Novo nebo ukončení demokratizačního procesu v tehdejším Ruském impériu Velkou říjnovou revolucí (1917).

## Druhá vlna
Druhá vlna demokratizace probíhá mezi roky 1943–1962 tedy během druhé světové války a po jejím konci. Zde se v procesu demokracie dosahuje volebního práva pro 100 % mužů a poprvé i ženské volební právo se rozšiřuje. Je důležité zmínit že tato druhá vlna demokratizace má původ v „importování“ demokracie do poražených států ve druhé světové válce a jejich následné okupaci (Německo, Itálie a Japonsko). V této době ale vznikají nové demokracie, zejména následkem dekolonizace – Indie 1948, Maroko 1956 nebo demokracie vzniklá zcela nově – Izrael 1948. Bohužel zde je třeba zmínit, že zejména u zemí, kde došlo k dekolonizaci měla demokracie krátkého trvání (zejména Afrika).
Druhá vlna demokratizace postupně slábne od začátku 60. let, zejména jako následek studené války a rostoucího napětí, ale také například kvůli počtu vojenských převratů, efektivně likvidujících nově vzniklé demokracie – například v Chile roku 1973.

## Třetí vlna
Třetí demokratizační vlna přichází v 70. letech 20. století a končí s příchodem 90. let 20. století. Samuel Huntington tuto vlnu charakterizuje nejlépe ve své knize Třetí vlna – demokratizace na sklonku dvacátého století. Příčiny příchodu třetí vlny jsou především upadající legitimita státního systému, hospodářské krize, konečný rozpad koloniálního panství završený rokem Afriky a zahraniční vlivy vlád cizích států a mezinárodních organizací či ze strany obyvatelstva lavinovým efektem neboli inspirací příkladem jiného státu a následná změna poměrů. V rámci třetí vlny se demokratizovaly převážně státy jedné strany a státy, kde vládl vojenský režim či osobní diktátoři jako António de Oliveira Salazar nebo Francisco Franco. Podle Huntingtona začíná třetí vlna demokratizace karafiátovou revolucí v roce 1974, která znamená pro Portugalsko konec autoritářské vlády a přechod k demokratické formě vlády a Portugalské republice, která je následována Španělskem kde generál Franco předal moc těsně před svou smrtí španělskému králi Juanu Carlosovi I. a tím vzniká konstituční monarchie. Třetí vlna dále zahrnuje demokratickou přeměnu ve státech střední a jižní Ameriky, v Asii a v soblasti Pacifiku především mezi asijskými tygry Jižní Koreou, Tchaj-wanem a Filipínami. Třetí vlna vrcholí též rozpadem bipolárního světa a koncem studené války, kdy státy přešly k demokratickému systému v důsledku rozpadu sovětského bloku. Jedná se především o Československo, sjednocené Německo, Polsko, Maďarsko, Rumunsko, Bulharsko a státy, které byly součástí Svazu sovětských socialistických republik. Za události třetí vlny lze tudíž považovat Sametovou revoluci v Československu, pád Berlínské zdi a německé znovusjednocení. Demokratická tranzice v rámci třetí vlny proběhla relativně mírumilovně, charakteristické pro třetí vlnu jsou především kompromis, svobodné volby a nenásilná řešení konfliktů.
Jen zhruba o pětině států, kterými prošla třetí demokratizační vlna, se dá s jistotou prohlásit, že demokratizační vlna vedla k úspěšnému ukotvení demokratického systému v zemi. Jedná se zejména o státy střední Evropy, baltské státy, mimo Evropu například Uruguay, Chile nebo asijské tygry. Velký počet států zůstal v šedé zóně. Šedou zónou je myšlen přechod mezi totalitním, autoritářským režimem a režimem demokratickým. Ve státech nacházejících se v šedé zóně sice fungují základní prvky demokracie, ale nejsou zde ukotvené tradiční složky spojené s demokracií. V těchto zemích je zhoršená vymahatelnost práva, nízká možnost ovlivňování politické dění občany nebo nedostatečná transparentnost politických stran. Většině států se totiž po svržení nedemokratických režimů nepodařilo začlenit demokracii do tradičního politického života. V mnoha státech vedlo politické uvolňování v rámci třetí demokratizační vlny k vnitrostátním konfliktům a v některých případech i k ozbrojeným střetům vyvolaným napětím mezi etnickými skupinami, které předchozí autoritářský režim držel pohromadě, například v bývalé Jugoslávii. V některých státech vydržel demokratický režim jen krátkou dobu a vzápětí se opět proměnil v nedemokratický. V Evropě jde například o Bělorusko, z asijských států to jsou Uzbekistán a Turkmenistán.

## Čtvrtá vlna
Samuel Huntington ve své původní práci končí třetí demokratizační vlnou, která nastává v 70. a 80. letech 20. století. Nicméně někteří experti zmiňují ještě i čtvrtou vlnu demokratizace. Často se však odlišují v pojetí této vlny a jejího obsahu.
Někteří uvádějí jako čtvrtou vlnu demokratizace přechod postkomunistických zemí k demokratickým režimům.
Do této vlny by tak například patřilo i tehdejší Československo a jeho demokratizace zahájená roku 1989. Mezi tyto politology patří například Michael McFaul, který ve svém článku The Fourth Wave of Democracy and Dictatorship tvrdí, že demokratizace v postkomunistických zemí se liší od té během třetí vlny v 70. a 80. letech, a proto je třeba tento proces odlišit. Odlišnosti jsou například v tom, že změny v postkomunistických zemích vyústily nejen v demokratické režimy, ale také v diktátorské.
Jiní odborníci jako čtvrtou vlnu chápou politické změny v arabských zemích, probíhající od roku 2011, které jsou souhrnně označovány jako Arabské jaro. Někteří však tvrdí, že tento proces ještě patří do třetí demokratizační vlny. Argumentují společnými příčinami změn, mezi které patří například modernizace, pod kterou můžeme zařadit mnoho faktorů, jako třeba vliv sociálních sítí, urbanizaci a další, a tvrdí, že zdržení o dvě desetiletí může být připisováno pevným diktátorským režimům, které se bály ztráty svého postavení. Jak vyplývá z historických případů, jedním ze znaků přechodu k demokratickým zřízením během třetí vlny je nenásilná změna, což však neplatí pro události Arabského jara. To přispívá, že jde opravdu o novou, čtvrtou, vlnu.
Odborníci zabývající se Arabským světem si také kladou otázku, kam Arabské jaro vlastně povede. Někteří, jako například Henry Kissinger, jsou spíše pesimističtí a nevěří, že by Arabské jaro opravdu vyústilo v demokratické režimy v těchto státech. A proto je z dnešního pohledu zatím nejasné, zda opravdu můžeme mluvit o zcela nové demokratizační vlně.

## Kritika
Huntingtonova teorie je velmi vlivná, jak i její kritici uznávají. Ne všichni akademici však se plně s touto teorií ztotožňují. Renske Doorenspleet, associate professor na Warvické univerzitě, kritizuje Huntingtonův přístup ze dvou pohledů: konceptuální a empirické. Konceptuální kritika poukazuje na nedostatečné rozlišení mezi demokratickým a nedemokratickým režimem v Huntingtonově práci. Renske Doorenspleet uvádí, že sice Huntington použil Dahlovy definice demokracie, ale že její uplatnění v teorii je nekonzistentní. Konkrétně jsou takto představeny tři případy: označení Spojených států do roku 1865 a Švýcarska do roku 1971 jako států nedemokratických, i přes to, že na jiném místě uvádí že obě země předtím již demokratické byly. Také používá jiných definic demokracie pro státy během devatenáctého století. Portugalsko na začátku 20. století se pak také považuje za demokratické, i když aktivní volební právo měli pouze muži.
Druhým kritickým bodem pro prof. Doorenspleet je fakt, že Huntington vyjadřuje počet států v demokratizačních vlnách poměrně ku počtu států v systému. Protože se tato proměnná mění, může být takový ukazatel zavádějící. Uvádí příklad období od roku 1957 do r. 1972, kdy vzrostl počet demokratických států z třiceti na třicet sedm. Jenže mj. díky dekolonizaci vzrostl počet států v systému, takže se tento růst vlastně jeví jako reverzní vlna (počet demokratických států se snížil z 32 % na 27 %).
Renske Doorenspleet doporučuje Huntingtonovu verzi upravit: navrhuje, že ve skutečnosti byla první a hlavní vlna demokratizační od roku 1893 do roku 1924. Následovala protivlna trvající od roku 1924 do roku 1944. Opět následovala druhá a menší demokratizační vlna od roku 1944 do roku 1957. V období mezi lety 1957 do roku 1976 není jasný vzorec, podle Dorenspleet tehdy dochází k volné fluktuaci. Třetí vlna demokratizační je pak v období mezi lety 1976 a 1989 a pak po roce 1990 je velká čtvrtá vlna demokratizační.
Svou argumentaci podtrhuje tímto příkladem: v první situaci existuje 12 zemí, ze kterých 3 se v daném období stanou autoritářskými a 4 demokraciemi; druhá situace přináší změnu, kde v systému působí 120 států, ze kterých 30 se stane autoritářskými a 40 demokraciemi. V prvním případě je rozdíl 1 a ve druhém 10. Podle Huntingtonova průměru jsou tyto případy identické, protože jsou počítány proporčně. Prof. Doorenspleet navrhuje proto tento vzorec:
{\displaystyle WT(t)=N(1994)\cdot Trans(t)/N(t)}
kde platí, že WT(t) vážený počet přechodů v roce t; N(1994) je počet zemí v roce 1994; Trans(t) je počet přechodů; a N(t) je počet zemí v roce t.
Charles Kurzman analyzoval Huntingtonovu práci ze tří hledisek: stavu demokracie, počtu přechodů a spojení mezi jednotlivými přechody k demokracii. Hledisko stavu demokracie považuje Kurzman za dobrý ukazatel Zeitgeist: studii demokracie v daném okamžiku na světě. Ve své analýze používá dat dalších databází (Polity III nebo Vanhanen index of democracy). Uznává že v tomto hledisku jsou z těchto tří zdrojů srovnatelné. Druhé hledisko prostuduje počet přechodů k demokracii. Zde naráží na jistý problém, protože podle Kurzmana je „nemožné hovořit o světové demokratizační vlně během doby, kdy některé země demokracii ztrácejí. […] Obraz jediného světového Zeitgeist se rozpadá na dva Zeitgeist bojující o přednost." Uznává, že tento přístup potvrzuje Huntingtonův úsudek o třech vlnách, ale poupravuje jejich dobu. Třetím hlediskem pak pro Kurzmana je spojení jednotlivých demokratizací. Zabývá se tedy tím, jestli procesy demokratizace nějak spolu souvisely, či nikoliv. V tomto případě s Huntingtonovou analýzou nesouhlasí.
Huntingtonova teorie demokratických vln je stále součástí odborné debaty. Někteří akademikové, jak diskutováno výše, považují například Arabské jaro za další demokratizační vlnu.